# اولیوکمینسک
شهر اولیوکمینسک (به روسی: Олёкминск) در کشور روسیه و در جمهوری یاقوتستان واقع شده‌است.